# Ernst Wolfgang Becker

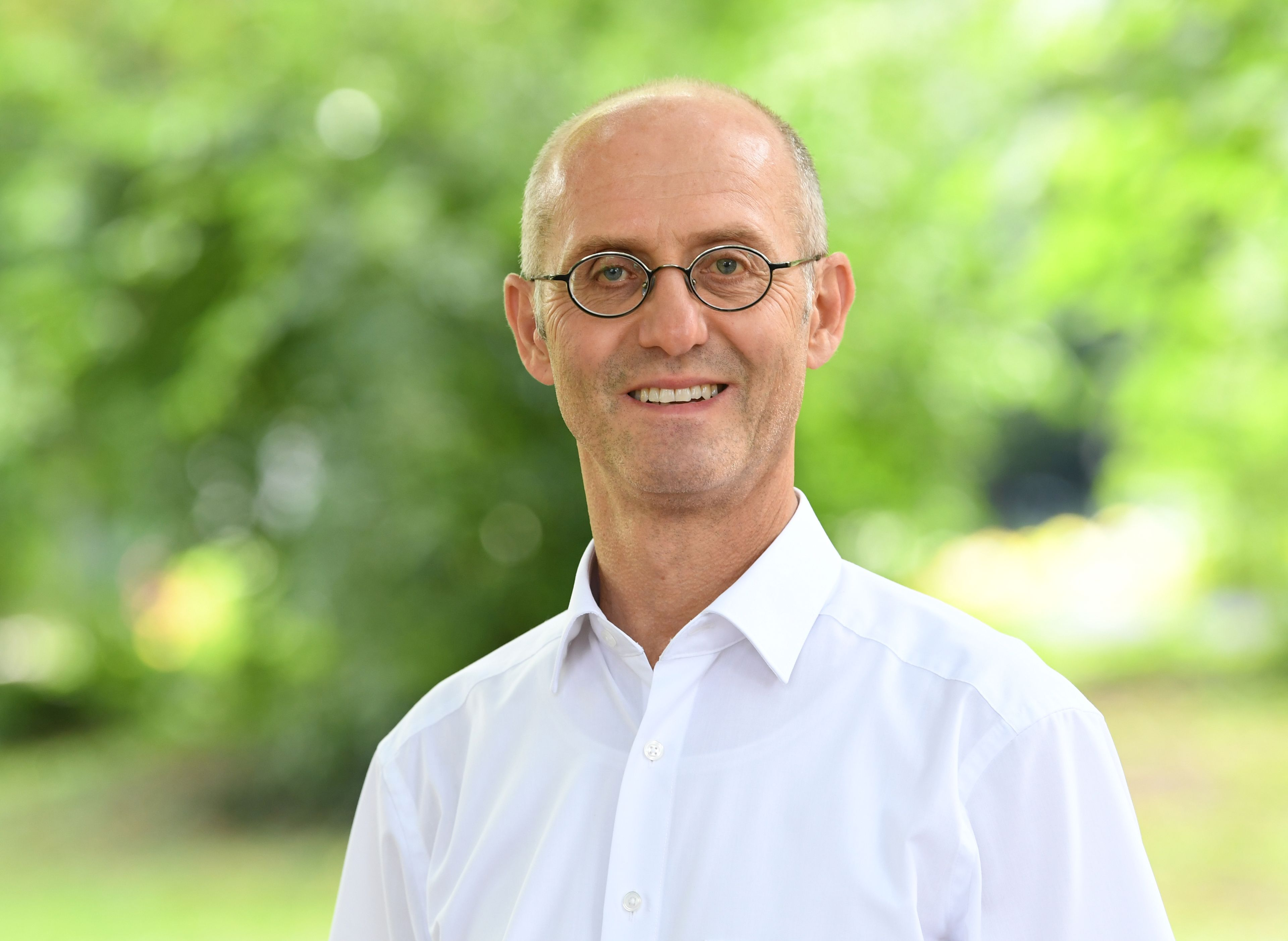
Ernst Wolfgang Becker, 2022

Ernst Wolfgang Becker (* 1966 in Kiel) ist ein deutscher Historiker und Archivar. 		 

## Leben
Becker wurde 1966 als Sohn des Juristen und Datenschutzexperten Ernst Eugen Becker geboren. Er absolvierte von 1988 bis 1994 ein Studium der Geschichte, Philosophie und Germanistik an den Universitäten Passau, Tours und Tübingen, das er mit dem Ersten Staatsexamen für das Lehramt an Gymnasien abschloss. 1997 wurde er an der Universität Tübingen in Neuerer Geschichte bei Dieter Langewiesche mit einer Studie über „Zeit der Revolution! – Revolution der Zeit? Zeiterfahrungen in Deutschland in der Ära der Revolutionen 1789–1848/49“ promoviert. Im Anschluss daran absolvierte er bis 1999 ein Referendariat am Sächsischen Hauptstaatsarchiv Dresden, das er mit der archivarischen Staatsprüfung abschloss. Seit Juli 1999 arbeitet Becker als wissenschaftlicher Mitarbeiter bei der Stiftung Bundespräsident-Theodor-Heuss-Haus in Stuttgart und ist seit 2002 deren stellvertretender Geschäftsführer. 
Zu Beckers Arbeitsschwerpunkten zählen die Geschichte des 20. Jahrhunderts, insbesondere die historische Liberalismus-Forschung und die Biographie von Theodor Heuss, die wissenschaftliche Leitung der Edition „Theodor Heuss. Stuttgarter Ausgabe“ und die Betreuung des Schriftgutarchivs der Stiftung.
Seit 2019 ist Becker Mitglied im Kuratorium der Wolf-Erich-Kellner-Gedächtnisstiftung, die jährlich den Wolf-Erich-Kellner-Preis ausschreibt.

## Schriften
- Zeit der Revolution! – Revolution der Zeit? Zeiterfahrungen in Deutschland in der Ära der Revolutionen 1789–1848/49, Vandenhoeck & Ruprecht, Göttingen 1999 (= Kritische Studien zur Geschichtswissenschaft, 129), ISBN 3-525-35792-3 (zugleich: Universität Tübingen, Dissertation 1997).
- Ermächtigung zum politischen Irrtum. Die Zustimmung zum „Ermächtigungsgesetz“ von 1933 und die Erinnerungspolitik im ersten württemberg-badischen Untersuchungsausschuß der Nachkriegszeit (= Stiftung Bundespräsident-Theodor-Heuss-Haus, Kleine Reihe, 8), Stiftung Bundespräsident-Theodor-Heuss-Haus, Stuttgart 2001, ISBN 3-9807404-0-4.
- Hrsg. zusammen mit Thomas Rösslein: Politischer Irrtum im Zeugenstand. Die Protokolle des Untersuchungsausschusses des Württemberg-Badischen Landtags aus dem Jahre 1947 zur Zustimmung zum „Ermächtigungsgesetz“ vom 23. März 1933, Deutsche Verlags-Anstalt, Stuttgart 2003, ISBN 3-421-05793-1.
- Hrsg.: Theodor Heuss: Erzieher zur Demokratie. Briefe 1945–1949, Saur, München 2007, ISBN 978-3-598-25125-2.
- Hrsg.: Theodor Heuss – Vater der Verfassung. Zwei Reden im Parlamentarischen Rat über das Grundgesetz 1948/49. Mit einem Essay von Jutta Limbach, Saur, München 2009, ISBN 978-3-598-11791-6.
- Theodor Heuss. Bürger im Zeitalter der Extreme, Kohlhammer, Stuttgart 2011, ISBN 978-3-17-021490-3.
- Hrsg. zusammen mit Martin Vogt und Wolfram Werner: Theodor Heuss: Der Bundespräsident. Briefe 1949–1954, de Gruyter, Berlin/Boston 2012, ISBN 978-3-11-023236-3.
- Hrsg. zusammen mit Martin Vogt und Wolfram Werner: Theodor Heuss: Der Bundespräsident. Briefe 1954–1959, de Gruyter, Berlin/Boston 2013, ISBN 978-3-11-029842-0.
- Wie viel Konsens braucht die Demokratie? Theodor Heuss und die Zukunft des Grundgesetzes (= Stiftung Bundespräsident-Theodor-Heuss-Haus, Kleine Reihe, 37), Stiftung Bundespräsident-Theodor-Heuss-Haus, Stuttgart 2019, ISBN 978-3-942302-15-9.
- Hrsg. zusammen mit Elke Seefried, Frank Bajohr und Johannes Hürter: Liberalismus und Nationalsozialismus. Eine Beziehungsgeschichte (= Stiftung Bundespräsident Theodor-Heuss-Haus, Zeithistorische Impulse, 15), Franz Steiner Verlag, Stuttgart 2020, ISBN 978-3-515-12747-9.
- Hrsg. zusammen mit Frank Bösch: Partizipation per Post. Bürgerbriefe an Politiker in Diktatur und Demokratie, Franz Steiner Verlag, Stuttgart 2024, ISBN 978-3-515-13660-0.